# László Göncz
László Göncz, madžarski zgodovinar, raziskovalec, pisatelj in politik v Sloveniji, * 13. april 1960, Murska Sobota.

## Biografija
László Göncz je osnovno in srednjo šolo končal v Lendavi, visokošolsko diplomo si je pridobil v Sombotelu. Študij je pozneje nadaljeval na Univerzi v Pečuhu, kjer je leta 2001 doktoriral iz zgodovine (PhD). Na začetku osemdesetih let 20. stoletja je delal v proizvodnji v podjetju INA Nafta Lendava, po letu 1986 je bil prvotno kulturni animator, tri leta pozneje (1989) pa je postal sekretar krovne organizacije madžarske narodne samoupravne skupnosti. Ob ustanovitvi Zavoda za kulturo madžarske narodnosti Lendava je postal direktor tega javnega zavoda. To funkcijo je opravljal v treh mandatih, do leta 2008, ko je bil na parlamentarnih volitvah izvoljen za poslanca madžarske narodne skupnosti. Bil je poslanec v treh zaporednih mandatih (do leta 2018), nato se je kot znanstveni sodelavec zaposlil na Inštitutu za narodnostna vprašanja Ljubljana. Leta 2002 je bil eden od ustanoviteljev Društva prekmurskih madžarskih znanstvenikov, tudi prvi predsednik omenjene organizacije. 
Je avtor nad sto znanstvenih in strokovnih člankov s področja zgodovine Prekmurja, manjšinske problematike (prvenstveno Madžarov v Prekmurju), umetnostne zgodovine itd. Omenjeni članki so bili objavljeni pretežno v madžarskem jeziku, precej pa tudi v slovenščini. 
László Göncz je tudi avtor (v nekaj primerih soavtor) samostojnih znanstvenih monografij, splošno-izobraževalnih knjig ter leposlovnih in drugih publikacij. Na področju leposlovja je med drugimi objavil tri romane, dve dramski besedili in zbirko novel.